# Chantilly (chat)
Vous lisez un « article de qualité » labellisé en 2011.
Pour un article plus général, voir chat.
Pour les articles homonymes, voir Chantilly (homonymie).
Ne doit pas être confondu avec Tiffany (chat).
Le chantilly est une race de chats à poil mi-long créée aux États-Unis dans les années 1960 à partir de deux chatons de race indéterminée. Le développement de la race est marqué par des confusions avec les races burmese puis tiffany et des changements de noms successifs : initialement appelé « foreign longhair », le chantilly est par la suite renommé en « tiffany » dans les années 1980 puis « chantilly » dans les années 1990 avec une période de transition en « chantilly-tiffany » ou encore « chantilly/tiffany ». Au bord de l'extinction dans les années 1980, l'élevage est relancé au Canada. La race reste très rare et n'est reconnue que par quelques fédérations nord-américaines, pour la plupart à titre expérimental.
Le chantilly est un chat de taille moyenne, la tête est de forme triangulaire avec des yeux dorés, la fourrure est mi-longue et forme un panache au niveau de la queue. Originellement de couleur chocolat uni, d'autres robes et couleurs ont été développées : le patron tabby est introduit ainsi que les couleurs lilas, faon, cannelle et noir.
Le chantilly est considéré comme un chat de tempérament modéré et très attaché à son maître. Plusieurs auteurs s'accordent sur sa voix agréable, comparée à des gazouillis. L'entretien est simple, se bornant à un brossage régulier de sa fourrure et une surveillance attentive des oreilles et de l'alimentation.

## Historique

### Origine

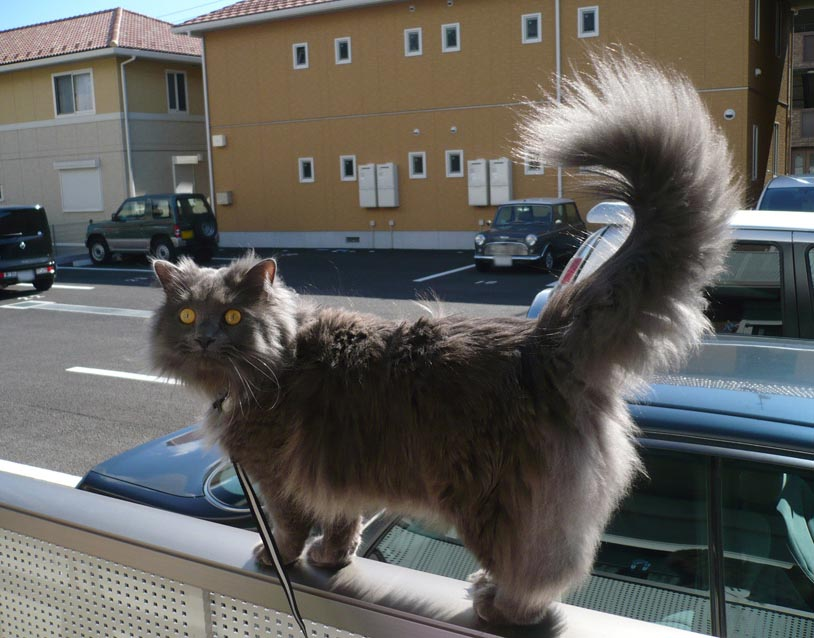
Chat Chantilly, son pelage abondant est apprécié.

En 1967, l'éleveuse new-yorkaise Jennie Robinson achète deux chatons, Thomas et Shirley, aux yeux dorés et à la robe chocolat lors d'un vide-grenier. Le lien de parenté entre Thomas et Shirley est mal établi : il est possible qu'ils soient demi-frères. Jennie Robinson évalue l'âge de Shirley, la femelle, à six mois et l'âge de Thomas à un peu plus d'un an. L'origine réelle des chatons est floue, ils sont généralement considérés comme de race indéterminée,. Selon les recherches menées par Tracy Oraas à la fin des années 1980, ils pourraient être issus des croisements effectués au Royaume-Uni en vue d'obtenir la race angora.
En 1969, Shirley donne naissance à une première portée de six chatons, tous de couleur chocolat. Jennie Robinson et son vétérinaire sont impressionnés par la belle couleur des chatons et l'éleveuse décide de lancer un programme d'élevage dans sa chatterie d'affixe « Neotype ». Les premiers sujets de cette nouvelle race sont enregistrés sous le nom de « foreign longhair », par l'American Cat Association (ACA) au début des années 1970.

### Années 1980: confusion avec le burmese et renommage

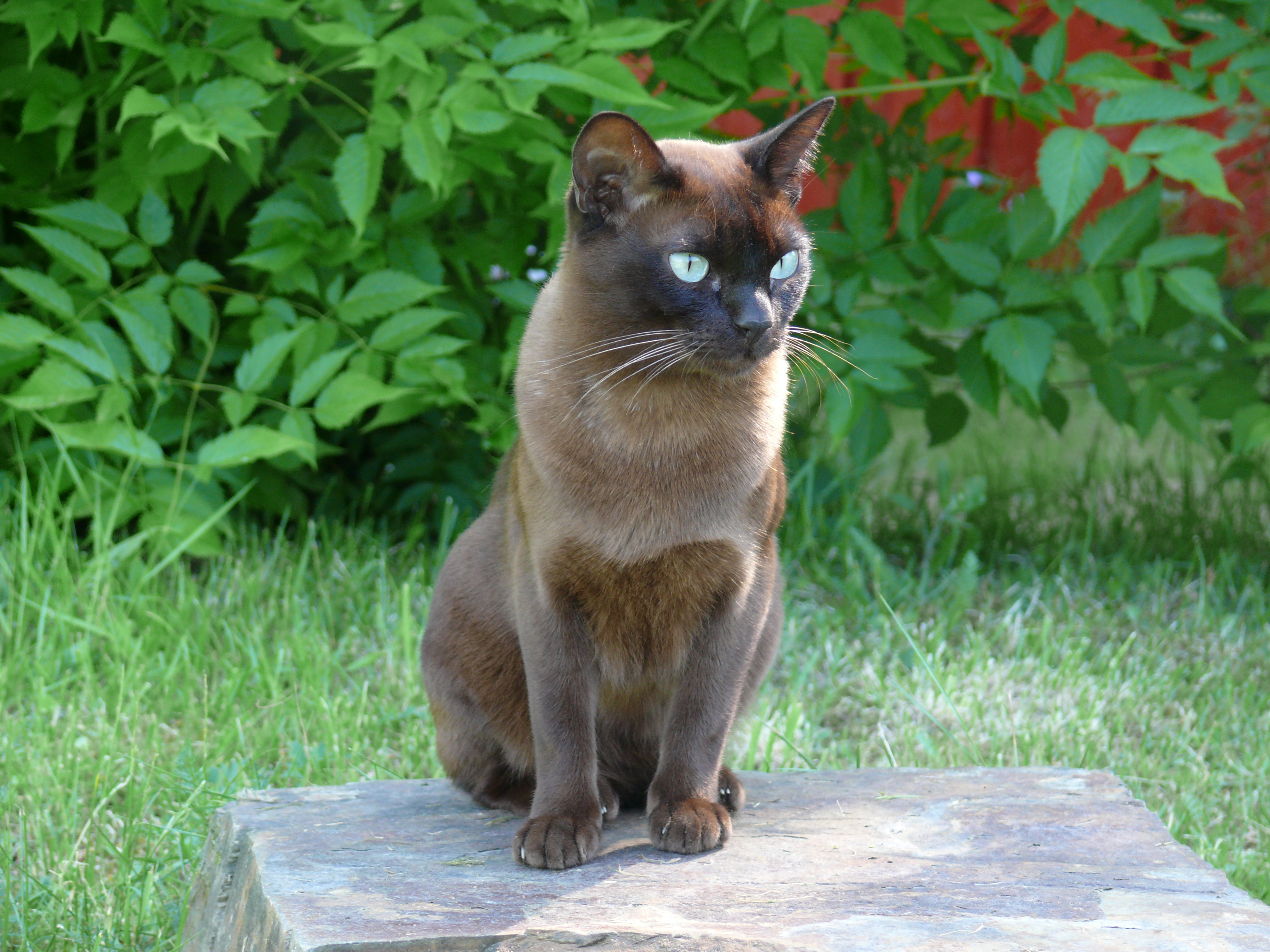
La variété à poil long du burmese peut être confondue avec le chantilly.

Sigyn Lund est une éleveuse floridienne de burmeses sous l'affixe Sig Tim Hil Cattery. Elle achète les chats de Jennie Robinson et participe au programme d'élevage. Le public mal informé sur l'origine new-yorkaise de la race pense qu'il s'agit d'une variété à poil long de burmese. Au cours d'une conversation téléphonique, Sigyn Lund fournit des informations sur les chats chocolat à Joan Bernstein, une journaliste faisant des recherches pour le livre Harper's Illustrated Handbook of Cats. Loin de clarifier la situation du chantilly, le livre suggère que la race est un burmese à poil long, résultat des croisements britanniques entre burmeses et himalayens. Cette rumeur est considérable puisqu'en 1979 le registre The International Cat Association (TICA) enregistre les premiers sujets de la race - alors pleinement dans son essor - comme des burmeses. La confusion est reprise par de nombreuses publications et n'est finalement invalidée que dans Letts Pocket Guide to Cats de David Burn et Chris Bell édité en 1994.
Dans le même temps, Lund renomme la race en « tiffany » en l'honneur du Tiffany, un théâtre de Los Angeles représentant selon elle une époque de glamour et luxe. Le nom « foreign longhair » est en effet perçu comme trop général par les juges d'exposition féline qui auraient également suggéré le nom « Mahogany » en raison de son apparence,. Aucun chat de Lund n'est enregistré sous le nom « tiffany ». L'ACA décide d'arrêter le processus de reconnaissance de la race car l'association considère celle-ci comme trop rare : en conséquence, tous les représentants de la race ne sont plus enregistrés.

### Années 1990: confusion avec le tiffany et renommage

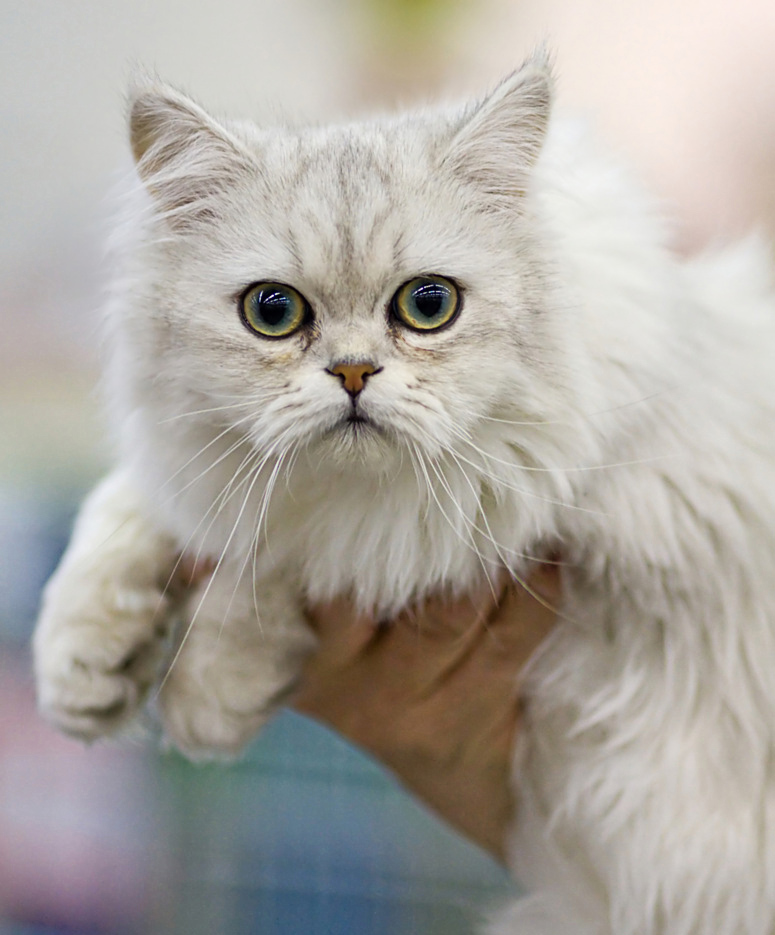
Le tiffany est la source d'une seconde confusion.

Dans les années 1980, la race frôle la disparition,. C'est une éleveuse d'Alberta au Canada, Tracy Oraas, qui en relance l'élevage en 1988 à partir d'une chatte de gouttière de couleur chocolat et aux yeux dorés venue mettre bas chez elle en 1973, mais également de races telles que le havana brown, le nebelung, le somali et l'oriental longhair. L'élevage reprend en collaboration avec Jennie Robinson et Sigyn Lund et de nouveaux patrons et couleurs (patron tabby, couleur bleue, noire, etc.) sont introduits dans la race.
L'élevage se heurte à une nouvelle confusion avec une autre race de chat. L'asian longhair, version à poil mi-long de l'asian, est issu d'un croisement entre burmese européen et persan. La première couleur développée pour cette race est le chocolat. À cette époque, le chantilly est toujours pris pour un burmese à poil long et la ressemblance avec la nouvelle race britannique est frappante, les éleveurs britanniques pensent donc que l'asian longhair est un « tiffany britannique » et le renomment « tiffanie »,. Par la suite, de nombreuses appellations se développent, comme « American tiffany » ou « British tiffany ». Afin de se dissocier définitivement de la race britannique, la race est renommée « chantilly » en 1992. Cependant, dans les années 1990, tous les registres d'élevage nord-américains n'ont pas pris en compte le changement de nom : certains ont gardé tiffany, d'autres sont passés à chantilly, chantilly-tiffany ou encore chantilly/tiffany.

### Années 2000-2010: race expérimentale
La race reste extrêmement rare,, surtout en dehors des États-Unis.
Depuis 2005, le chantilly est reconnu par l’American Cat Fanciers Association (ACFA) comme race expérimentale sous l’appellation « chantilly » et le code CHY. Le statut de race expérimentale interdit à la race de concourir à une exposition féline mais permet un enregistrement dans un registre d'élevage.
Le chantilly est reconnu par l'Association féline canadienne (AFC / CCA) comme nouvelle race sous le nom chantilly.
La reconnaissance du chantilly par The International Cat Association (TICA) a été refusée en 1994,. Lors du meeting annuel de 1995, il a été décidé que tout statut lui serait interdit pendant deux ans en attendant d'obtenir des informations sur le nombre de chats exposés, le nombre d'éleveurs dans chaque région et le retrait du « double nom ». En 2000, la décision fut prise que la race devrait être nommée uniquement chantilly et que le terme « chantilly/tiffany » ne devait en aucun cas être utilisé en association avec le terme « TICA ». Le chantilly est admis par la TICA comme race expérimentale.

## Standard
Le chantilly est un chat gracieux de taille moyenne, élancé et élégant de type médioligne semi-étranger. L'ossature comme la musculature est moyenne, les femelles pèsent entre 3 et 4 kg, les mâles entre 4 et 5 kg,. Les membres, de taille moyenne, sont musclés mais non trapus. Les poils forment une collerette autour du cou. La queue est en panache et de longueur égale à celle du corps.
La tête de taille moyenne est de forme triangulaire aux courbes rondes avec un léger écrasement. Le nez est légèrement incliné, le museau est court et large, de forme légèrement carrée, avec un léger stop, les pommettes larges et hautes. Les oreilles de taille moyenne sont larges à la base et arrondies au bout. Pour l'AFC / CCA, les touffes de poils dans les oreilles du chantilly sont une caractéristique marquante de la race. Les yeux sont jaunes, de préférence doré à ambre, le regard doit être expressif. La forme des yeux est ovale, légèrement oblique.
La fourrure est soyeuse et à poil mi-long. La couleur doit être riche, sans aucune tache, jugée comme faute intolérable. Les couleurs acceptées sont le chocolat (la plus commune), mais également le bleu, le lilas, le faon (fawn) et le cannelle (cinnamon). L'AFC / CCA et la Traditional Cat Association (TCA) acceptent le noir. Seuls les patrons tabby et solides sont acceptés.

## Races proches et confusion

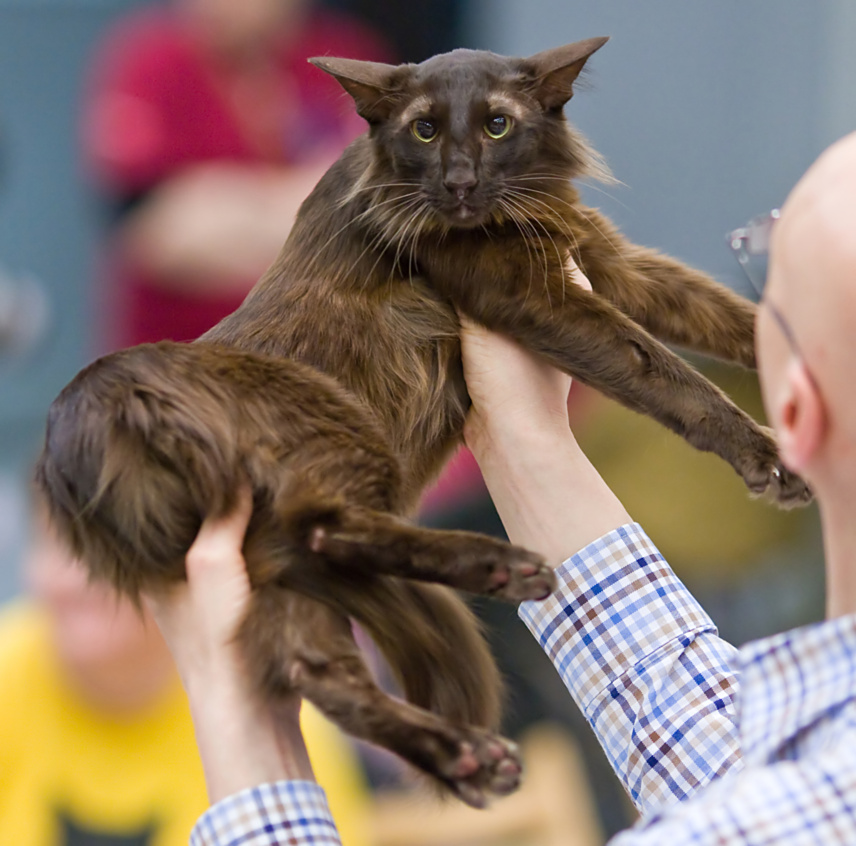
L'oriental longhair (comme ce sujet chocolat) a été utilisé pour développer la race.

Le havana brown, le nebelung, le somali et l'oriental longhair ont été utilisés lors du développement canadien de la race.
Le chantilly ressemble au burmese américain mais n'y est absolument pas apparenté,. Tracy Oraas souligne sans ambiguïté que le burmese n'a jamais été utilisé dans le programme d'élevage du chantilly,.
Le tiffany (ou tiffanie) porte un nom similaire et constitue la cause du troisième changement de nom du chantilly. Il s'agit d'une variété de burmese anglais à poil mi-long. Hormis le nom, il n'y a pas de lien entre les deux races. Selon le Dr Bruce Fogle, de telles confusions de nomination n'aident aucune des races.

## Caractère
Les traits de caractère ne sont pas décrits dans les standards et constituent des tempéraments généralement observés chez la race. Les éleveurs surnomment la race « The Chocoholics Delight »,,. Le caractère du chantilly est décrit comme tempéré, à mi-chemin entre la placidité du persan et le dynamisme des chats orientaux comme le siamois. Sa voix agréable et communicative est comparée à des gazouillis ou à des piaulements.
Fidèle et loyal, le chantilly s'attacherait fortement à son maître et se montrerait distant avec les étrangers. Peu espiègle, il lui faut un environnement calme. Sociable, il pourrait vivre en compagnie des chiens, des enfants et des autres chats. Le chantilly peut être atteint d'anxiété s'il se trouve trop souvent seul. Décrit comme sachant donner de l'affection sans être excessif, le chantilly est considéré comme la dixième race de chat la plus amicale par le site internet petmedsonline.com.

## Élevage

### Génétique de la robe
Les poils longs du chantilly proviennent d'un gène récessif. Il doit en effet être présent deux fois pour que le chat ait les poils longs. Ce gène se trouve chez tous les chats à poils longs ou mi-longs, par exemple chez le maine coon ou le persan.
Le chantilly est porteur des deux allèles du gène agouti, qui détermine si la robe est tabby ou unie. L'allèle « A » est dominant et donne une robe tabby, tandis que l'allèle « a » récessif donne un poil uni.
Les différentes couleurs admises du chantilly (noir, bleu, chocolat, lilas, cannelle et faon) sont les différentes expressions de la couleur noire et de ses dilutions chez le chat.

### Développement et santé
Le chantilly est une race de santé solide et aucune maladie spécifique ne l'atteint. Toutefois, la digestion est sensible, et son régime alimentaire doit être stable et ne pas comporter une quantité trop importante de maïs. Ce chat doit avoir une alimentation contrôlée sous peine de surpoids. L'épaisse fourrure semi-longue peut facilement dissimuler les débuts d'obésité. La longévité est d'environ dix ans.
Lors de l'accouchement, la femelle aurait un travail prolongé par rapport à d'autres races, sans toutefois se montrer trop anxieuse. Le sevrage des chatons est lent.
La fourrure peut mettre de deux à trois ans pour se fixer.

### Entretien
Le chantilly ne demande pas beaucoup de soins. Il n'a quasiment pas de sous-poils et la mue est peu importante ; la fourrure doit toutefois être brossée ou peignée quotidiennement, en faisant notamment attention à la collerette autour du cou et à l'arrière-train. Elle peut rapidement s'enchevêtrer et se nouer. Bien qu'il n'y ait aucun chat qui ne soit sans allergènes libres (même le sphynx qui est presque complètement dénudé), le chantilly perd très peu de poils, encore moins une fois brossé, et les gens avec de faibles allergies réussiraient mieux avec cette race.
Le seul point d'attention particulier est l'oreille : le chantilly possède des oreilles où le cérumen peut s'accumuler. Une vérification de chaque oreille une fois par semaine, en même temps que le brossage ou peignage et les soins dentaires, suffira à maintenir le canal auditif sain.